# Martin Grech
Martin Grech (1983, en Aylesbury, Buckinghamshire) es un cantante, compositor y músico maltés e inglés.

## Open Heart Zoo(2002)
Su primer éxito lo consiguió con este encojedor tema, Open Heart Zoo, escrito cuando sólo contaba 19 años. Apareció en un anuncio publicitario en la televisión británica, de un coche de la marca Lexus, en 2002. Su álbum debut homónimo es producido por Andy Ross, y alcanza rápidamente un gran prestigio, llegando a ser comparada esta grabación con trabajos de The Cure, Radiohead, Nine Inch Nails y Jeff Buckley. Grech realiza posteriormente una gira por el Reino Unido que culminará su éxito.

## Unholy(2005)
En el 2005 aparece el segundo álbum de Grech, tituldo Unholy. Se caracterizó por unos temas mucho más oscuros, turbios que los de su álbum debut, incluyendo en las letras temas como la locura, la herejía y la muerte. Las canciones rompieron los límites de la música de Grech mediante la experimentación instrumental y un nunca escuchado poder vocal. Como en el caso anterior, las críticas fueron extremadamente positivas, lo que ayuda a expandir su número de seguidores. La portada del álbum Unholy fue creada por Stephen Kasner, y se usó de fondo en los conciertos de la gira.

## March of the Lonely(2007)
A comienzos de 2007 ve la luz el anuncio del esperado tercer álbum de Grech. Tras una separación del artista con la discográfica Island poco después del lanzamiento de Unholy, todos estaban expectantes en el mundo de Grech, a causa de la separación del sitio web openheartzoo.com y de los foros. Sin embargo, en el myspace de Grech, aún activo, se anunció la llegada del nuevo álbum, March Of the Lonely. El primer sencillo del álbum, "The Heritage", se lanzó en CD el 30 de marzo bajo la propia discográfica de Grech, Martin Grech Songs y en la red mediante Burning Shed. March Of the Lonely tomó un camino completamente diferente al de sus antecesores con un estilo mucho más acústico, basado en la guitarra, con una textura más fina y un ambiente más suave.
El álbum sale a la venta el 4 de junio de 2008, en el Reino Unido, por la discográfica Genepol Records.

## Influencias
- Radiohead
- Jeff Buckley
- Nine Inch Nails
- Björk
- Peter Gabriel
- The Cure
- Sepultura
- Danny Elfman

## Discografía

### Álbumes
- Open Heart Zoo (2002)
- Unholy (2005)
- March Of The Lonely (2007)

### EP y sencillos
- Dali (2002)

1 - Dali (5:40)

2 - Catch Up (3:47)

- Open Heart Zoo (Promo) (2002)

1 - Open Heart Zoo (Circus) (Radio Edit) (4:41)

2 - Open Heart Zoo (Album Version) (5:23)

- Open Heart Zoo (2002)

1 - Open Heart Zoo (Album Version) (5:21)

2 - Storm (5:09)

- Push (Promo) (2002)

1 - Push (Radio Edit) (3:56)

- Push (2003)

1 - Push (5:01)

2 - Bliss (1:38)

3 - Head Sty (5:25)

- I am Chromosome (Promo) (2004)

1 - I Am Chromosome

- Rest In Peace EP (2004)

1 - Mighty Hands (4:15)

2 - Gratefully Punished (4:26)

3 - Father And Mother Figure (2:48)

4 - Freedom, Warmth And Security (2:53)

- Guiltless (Promo) (2005)

1 - Guiltless (Album Version) (7:47)

2 - Guiltless (Radio Edit) (4:00)

- Guiltless (2005)

1 - Guiltless (7:41)

2 - Seed Of A Seed (3:29)

3 - Worthy (2:59)

- The Heritage (2007)

1 - The Heritage (3:32)

2 - Ashes Over Embers (5:39)

## Otros trabajos
En 2008 Grech fue invitado a tocar en el concierto tributo a Jeff Buckley, organizado por la madre de este Mary Guibert, en el "Garage", junto a Ed Harcourt y Jamie Cullum, entre otros.
En 2005, Adam White hizo un remix de la canción de Martin, "Open Heart Zoo" para su disco de música trance titulado "Ballerina".
Además de sus actuaciones solistas, Grech ha participado en las grabaciones del álbum "First Chance I Get I'm Out Of Here" de Zealey. Tocó la batería para el cuarteto de rock Ophelia Torah entre principios de 2006 y abril de 2007.